# Philip Stanhope (4e comte de Chesterfield)
Pour l’article homonyme, voir Philip Stanhope.
Philip Dormer Stanhope (22 septembre 1694, Londres - 24 mars 1773, Londres), 4e comte de Chesterfield, est un homme politique et un écrivain anglais. Il est connu sous l'appellation de Lord Chesterfield.

## Carrière à la Chambre des communes
Membre du parti des Whigs, Lord Stanhope, comme il est appelé avant la disparition du Comte de Chesterfield, son père, en 1726, étudie à l'Université de Cambridge et réalise ce qu'on appelle à l'époque un Grand Tour, voyage de découverte sur le continent.
La mort de la reine Anne et l'avènement de George Ier le font rentrer au pays et lui ouvrent sa carrière politique, assisté par son influent parent, James Stanhope. 
Il fut d'abord membre de la Chambre des communes, entra dans celle des lords à la mort de son père en 1726, et se fit remarquer dans l'une et dans l'autre par son éloquence. Il fut ambassadeur en Hollande en 1728, vice-roi en Irlande et secrétaire d'État en 1748. 
Il fut lié avec les hommes les plus distingués de l'Angleterre et de la France, particulièrement avec Voltaire et Montesquieu, et fut élu associé libre de l'Académie royale des inscriptions et belles-lettres en 1755.

## Homme de lettres
On a de lui des discours, des textes divers et ses Lettres à son fils, enfant naturel, né d'une Française, qui  mourut à 36 ans en 1768, contenant maints conseils sur sa conduite à tenir dans le monde, et sur ses études pendant un voyage qu'il faisait sur le continent ; elles furent traduites en français par Jean-François Peyron et publiées à Paris en 1776, puis en 1842, par Amédée Renée. 
Les Œuvres diverses de Chesterfield ont été publiées à Londres en 1774, en 4 volumes in-4, et 1853 en 5 volumes in-8.
Chesterfield refusa dans un premier temps d'aider Samuel Johnson pendant l'élaboration de son Dictionary, puis se ravisa au moment où Johnson n'avait plus besoin de lui ; Johnson lui écrivit alors une courte lettre (février 1755) qui fit le tour de Londres et passe pour être la déclaration d'indépendance de la littérature. L'épisode est rapporté en détail par James Boswell dans sa Life of Johnson.

## Citations
Les cours sont sans contredit le séjour naturel de la politesse et du savoir-vivre ; si cela n'était, elles seraient le théâtre du meurtre et de la désolation. Ceux qui maintenant se sourient et s'embrassent s'insulteraient et se poignarderaient si la bienséance et les formes ne s'interposaient entre eux. (Lettre à son fils, Philip Stanhope);
Soyez persuadé qu'il n'y a point d'hommes, quels que soient leurs conditions et leurs mérites, qui ne puissent, en certains temps et en certaines choses, vous être de quelque utilité ; ce qui n'arrivera jamais si une fois vous les avez blessés. On oublie souvent les injures ; mais le mépris ne se pardonne pas. Notre orgueil en conserve un souvenir ineffaçable. (idem.).

## Source
Cet article comprend des extraits du Dictionnaire Bouillet. Il est possible de supprimer cette indication, si le texte reflète le savoir actuel sur ce thème, si les sources sont citées, s'il satisfait aux exigences linguistiques actuelles et s'il ne contient pas de propos qui vont à l'encontre des règles de neutralité de Wikipédia.

## Publications
- Amédée René, « Lettres de Lord Chesterfield à son fils Philippe Stanhope » (Paris, Jules Labitte, 1842, 2 volumes in-12; arch.pers.);
- « Lord Chesterfield, Lettres à son fils », édition avec préface de Marc Fumaroli (Rivages, 1993).